# Pinguicula balcanica
Pinguicula balcanica är en tätörtsväxtart. Pinguicula balcanica ingår i släktet tätörter, och familjen tätörtsväxter.

## Underarter
Arten delas in i följande underarter:
- P. b. balcanica
- P. b. pontica
- P. b. tenuilaciniata

## Bildgalleri

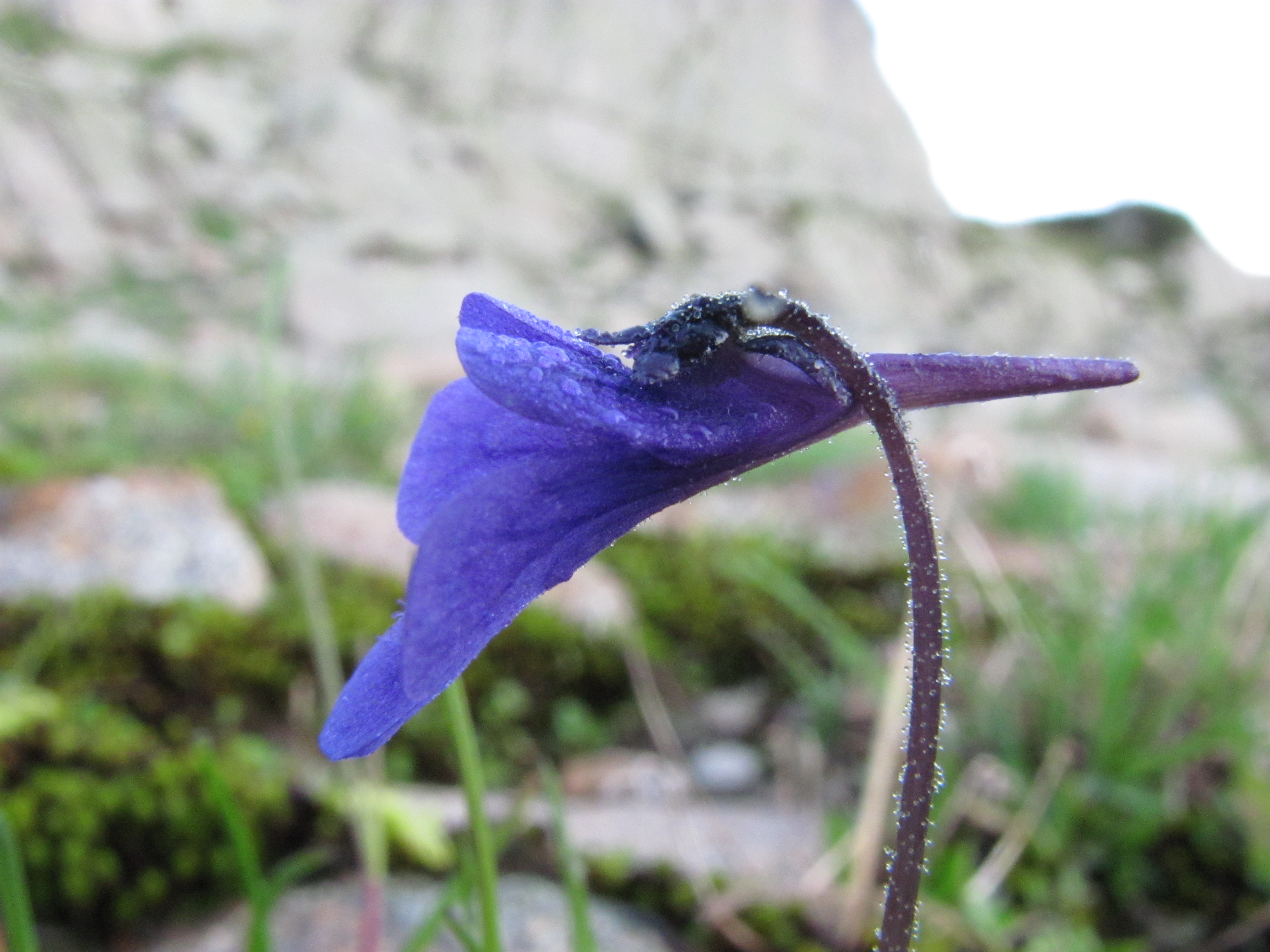
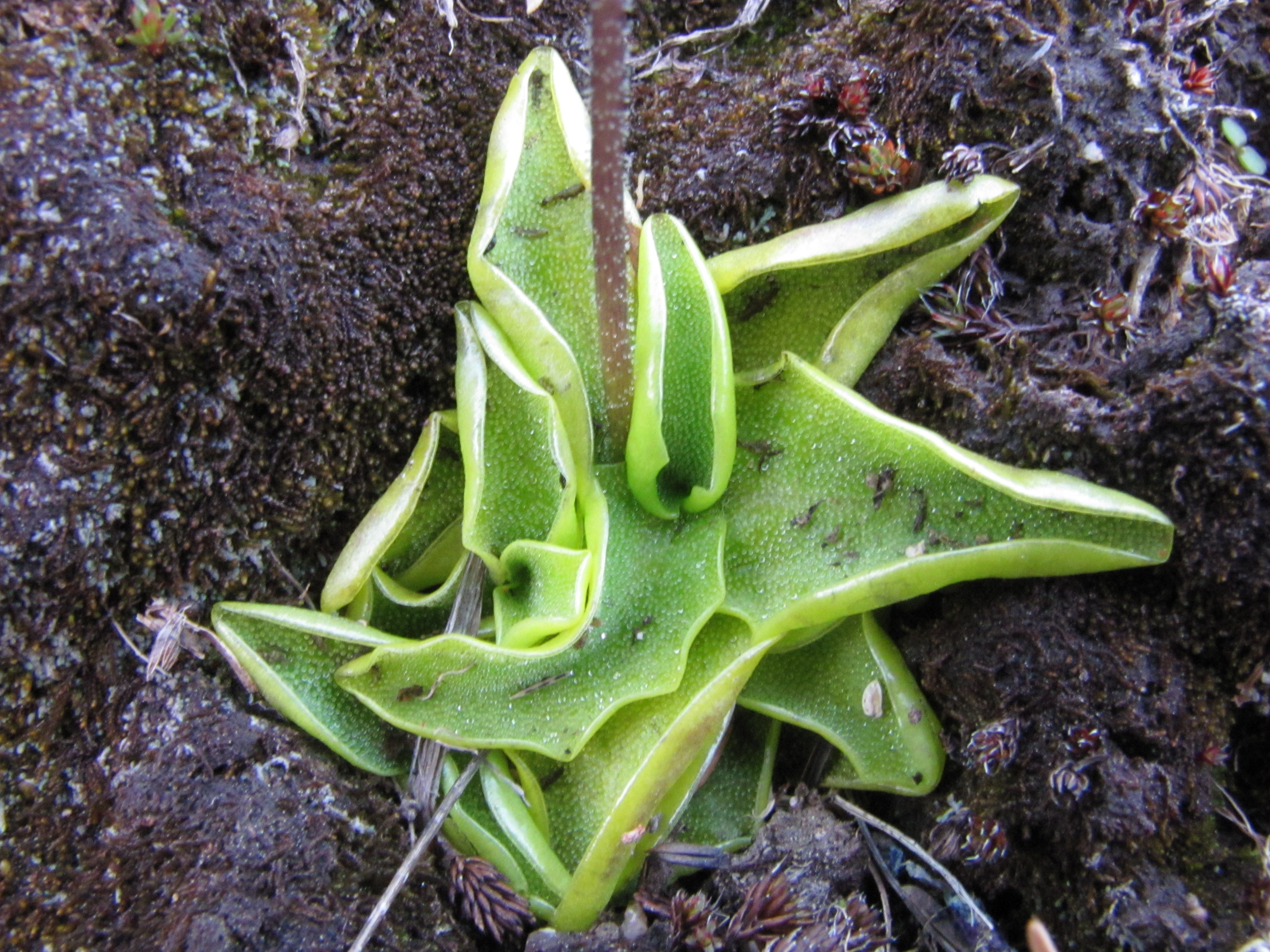
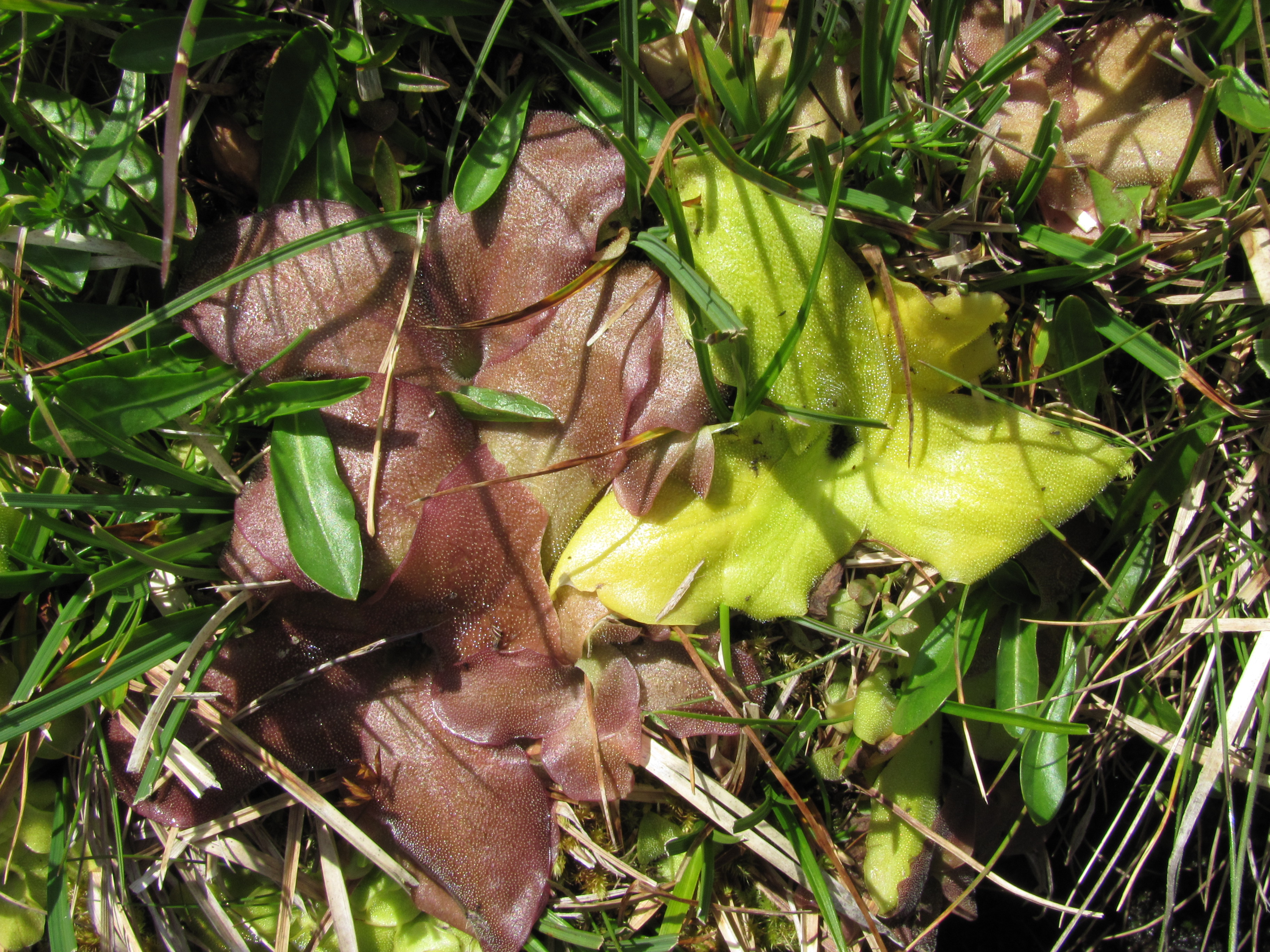